# Тюменский государственный медицинский университет
Тюменский государственный медицинский университет — государственное учреждение высшего профессионального образования и науки, расположено в городе Тюмень. За время работы с 1963 года подготовил свыше 25 тысяч врачей. Выпускниками этого вуза являются практически все главные врачи медицинских учреждений и руководители здравоохранения Тюменской и Курганской областей, а также Ханты-Мансийского автономного округа и Ямала. В университете работает уже третье поколение учёных, «выращенных» в его стенах. Тюменский государственный медицинский университет является alma mater для 800 кандидатов наук и двух сотен докторов наук, ныне работающих не только в родном регионе, но и в других вузах страны и практическом здравоохранении.

## Общие сведения
Университет реализует 4 программы специалитета: «Лечебное дело», «Педиатрия», «Стоматология» и «Фармация», и одно направление бакалавриата «Высшее сестринское образование». Также 57 специальностей ординатуры, 3 программы аспирантуры, 7 специальностей среднего профессионального образования и 6 специальностей в магистратуре. В 2023 году открыт набор на 7 новых специальностей в ординатуре вуза:ультразвуковая диагностика, функциональная диагностика, пульмонология, остеопатия, торакальная хирургия, стоматология хирургическая, пластическая хирургия. В 2024 году появились новые программы подготовки в магистратуре: психология, дефектология и биотехнологии. 
Ежегодно в вузе по очной и заочной формам, по программам высшего образования обучаются около 3500 студентов. По программам дополнительного профессионального образования за учебный год на циклах повышения квалификации и профессиональной переподготовки обучаются около 6 тысяч.
Университет является активным участником межрегионального Западно-Сибирского научно-образовательного центра, реализует научные здоровьесберегающие проекты, направленные на укрепление здоровья жителей северных и арктических территорий. Компетентностная модель образования, реализуемая в университете, предполагает внедрение современных форматов и технологий, выбор индивидуальных образовательных траекторий, участие студентов в исследовательских проектах, получение обучающимися надпрофессиональных навыков.
В части научно-практических исследований и разработок Тюменский медицинский университет сфокусировался на проектировании предиктивных моделей пациентов, исследованиях в биотехе, а в частности гибридомных технологиях и фибробластах, технологиях здоровьесбережения. 
В вузе профессорско-преподавательский состав распределён по 60 кафедрам, из которых 50 % составляют кафедры клинического профиля.
Среди преподавателей Тюменского ГМУ порядка 130 докторов наук и 300 кандидатов наук, один академик РАН. Звание заслуженного деятеля науки РФ имеют 4 сотрудника вуза, 58 человек — звание заслуженного врача, заслуженного работника здравоохранения или высшей школы РФ. 5 сотрудников награждены орденами и медалями Российской Федерации.
На сегодняшний день ученые вуза разрабатывают технологии в сфере биомедицины и биофармацевтических наук, реализуется компетентностная модель образования, на базе университета реализуется проект «Цифровая кафедра».

## История
Университет основан в 1963 году как Тюменский государственный медицинский институт.
Он стал не только базой подготовки врачей для освоения Тюменской нефти, но и научным центром. В Тюменском мединституте при поддержке Главтюменьгеологии была создана лаборатория медико-биологических проблем и физиологии труда. Её сотрудники совершили более 20 экспедиций в нефтегазоносные регионы, чтобы изучить проблемы охраны здоровья людей, живущих и работающих в экстремальных условиях.
К 1974 году в вузе обучалось более 900 студентов по врачебным и фармацевтическим специальностям, на 44 кафедрах работало 279 преподавателей, в том числе 14 докторов наук, функционировала аспирантура, был собственный спортивный лагерь, интернат для коренных народов. Практику студенты проходили в клиниках института, размещённых в лечебных учреждениях Тюмени.
В 1983 году молодой учёный Э. А. Кашуба инициировал создание в институте первой в Тюмени иммунологической лаборатории.
В 1995 году  вуз переименован в Тюменскую государственную медицинскую академию. 
В 2002 году по решению губернатора Тюменской области Сергея Собянина в вузе открыт стоматологический факультет с современной специализированной клиникой.
С 2010 года в академии внедрена система управления качеством по межгосударственному стандарту ГОСТ ИСO 9001-2011.  
С октября 2012 года по инициативе ректора Э.А. Кашубы вуз стал участником международного образовательного проекта Tempus, финансируемого Евросоюзом, по теме «Безопасность человека: охрана окружающей среды, качество продуктов питания, общественное здоровье на территориях, загрязненных радиоактивными веществами».
Договоры о сотрудничестве связывают университет с такими международными партнёрами, как Страсбургский университет, Медицинский университет Астаны, Южно-Казахстанская фармацевтическая академия, университет г. Дебрецен (Венгрия). Это позволяет ежегодно направлять лучших студентов на летние клинические школы, конгрессы, программы международного студенческого обмена. 
К 50-летию вуза в 2013 году перед его главным входом был установлен памятник земскому врачу. Мэр Тюмени Александр Викторович Моор содействовал реновации инфраструктуры учебных корпусов.
11 марта 2015 года Тюменская государственная медицинская академия преобразована в университет.

## Структура
В числе структурных подразделений вуза — 6 институтов, научная библиотека, многопрофильная клиника, центр освоения практических умений и навыков, центр симуляционного обучения, центр информационных технологий, центр мониторинга и качества образования, музейно выставочный комплекс анатомии и истории, издательский центр. Университет располагает четырьмя общежитиями разного уровня комфортности. 
Клинические кафедры вуза расположены в 30 медицинских учреждениях города Тюмени. Более 200 медицинских организаций региона предоставляют свои возможности для прохождения студентами производственной и учебной практики.   
Для освоения практических навыков в учебном заведении предоставляются все возможности для использования новейшего симуляционного  оборудования. В Тюменском медицинском университете работает Федеральный  аккредитационный центр, объединяющий в себе ряд мультипрофильных-симуляционных центров, оснащенных высокотехнологичными фантомами и тренажерами. Университет расположен в регионе с высоким уровнем жизни и высоким уровнем развития здравоохранения. Клинические дисциплины изучаются на базе современных клиник и медицинских центров евроепейского уровня с применением инновационных технологий и методик в лечении и диагностике заболеваний. Клинические кафедры вуза расположены в 30 медицинских учреждениях города Тюмени. Более 200 медицинских организаций региона предоставляют свои возможности для прохождения студентами производственной и учебной практики. 
В вузе имеются собственные студенческий и спортивный клубы. 
Тюменский ГМУ издаёт рецензируемый научно-практический журнал «Медицинская наука и образование Урала» (входит в перечень ВАК) и многотиражную газету «Медик».

## Руководство
- Евгений Жуков (1963—1970) — доктор медицинских наук, профессор, за организацию вуза был награжден орденом Трудового Красного Знамени[2].
- Александр Моисеенко (1970—1976) — участник Великой Отечественной войны, доцент, заслуженный врач РСФСР, работал главным врачом Тюменской областной клинической больницы. Ныне его именем назван сквер, примыкающий к третьему учебному корпусу университета[2].
- Николай Жвавый (1977—1998)
- Эдуард Кашуба (1998—2013)
- Ирина Медведева (2013—2021)
- Иван Петров (2021— по настоящее время)